# Florus (god)
Florus was de mannelijke tegenhanger van Flora die in historische tijden nog vereerd werd in het Sabijns en Umbrisch gebied, wat echter niet uitsluit dat hij in oorsprong ook te Rome werd vereerd.